# 蔡家庙乡
蔡家庙乡，是中华人民共和国甘肃省庆阳市庆城县下辖的一个乡镇级行政单位。

## 行政区划
蔡家庙乡下辖以下地区：
徐新庄村、史家店村、北岔沟村、蔡家庙村、万家庄村、土桥子村、齐沟门村、樊家塬村、大堡子村、西王塬村、葛崾岘村、天子村、贾塬村、二郎山村、辛龙口村和高庙村。